# Noein
Noein: К иному тебе (яп. ノエイン もうひとりの君へ Ноэйн Мо: Хитори но Кими э, англ. Noein: To Your Other Self), также просто Noein, — 24-серийное научно-фантастическое аниме, созданное на студии Satelight коллективом режиссёров во главе с Кадзуки Аканэ. В работе над сериалом принимала также участие компания Toshiba Entertainment (впоследствии переименованная в Showgate Inc.).
Аниме базируется на теориях квантовой физики, множественности миров, а также на буддийских, индийских и китайских мифах. Действие «Noein» разворачивается в городе-порте Хакодатэ, который располагается в южной части острова Хоккайдо.

## Сюжет
Тот, кто пришёл отнять самого дорогого для меня человека — я сам.

Десять лет назад в измерении (яп. 時空 дзику:) одного из вероятных будущих, названном позже «Лакрима» (с лат. — «слеза»), произошла «квантовая революция» (яп. 量子革命 Рё:си Какумэй), в результате чего её обитатели получили возможность свободного вторжения в иные измерения. Это же привело к столкновению со странным агрессивным измерением под названием Шангри-Ла, которое стремится к поглощению всех прочих измерений. В одной из битв с порождениями Шангри-Ла, член группы Рыцарей Дракона (яп. 竜騎兵 Рю:кихэй) Карас (яп. 烏 Карасу, Ворон) оказался под ударом противника, был исторгнут из своего измерения и оказался в мире, на 15 лет отстающем от Лакримы по оси времени и лишь очень немногим отличающемся от прошлого самого Караса.
По стечению обстоятельств, в этом измерении нашёл своё воплощение могущественный артефакт, способный остановить вторжение Шангри-Ла — Ожерелье Дракона (яп. 竜のトルク Рю: но Торуку), мистическим образом воплотившийся в человека — двенадцатилетнюю девочку по имени Харука, которая спокойно живёт обычной школьной жизнью, общается с друзьями и совершенно не подозревает о своей силе.
В Лакриме принимают решение о захвате Ожерелья Дракона, и группа «Птиц» (яп. 鳥 Тори), специально подготовленных для операции, отправляется на Землю. Однако никто ещё не подозревает, насколько сильно связаны дети из этого измерения с прошлым самих «Птиц», и насколько тесно переплетаются судьбы Земли, Лакримы и Шангри-Ла.

## История создания
Слово «Noein» имеет значение копт. «сотрясать» и греч.  «наблюдать», «осознавать». Оно родственно словам «Ноэзис», и также может обозначать «высший разум».
Идея создания этого произведения родилась у Кадзуки Аканэ как стремление выйти за рамки прочно сложившихся в аниме шаблонов и продемонстрировать телезрителю что-то, отличающееся от современной моды, но в то же время сохраняющее в себе черты «моэ-аниме». Для написания сценария «Noein» были наняты такие известные личности, как Хироси Оноги, Хироаки Китадзима (яп. 北嶋博明), Мия Асакава (яп. 浅川美也).
В соответствии с концепцией действия, созданной по инициативе дизайнера персонажей Такахиро Кисиды, который, по словам Аканэ, любит изображать повседневные сцены, аниме включает в себя две практически параллельные истории — научно-фантастическую (Лакрима, Шангри-Ла, Дзэцурин) и повседневную (город Хакодатэ, учёба главных героев в младшей школе, преодоление ими личных проблем), которые, активно взаимодействуя между собой, предоставляют ответы на вопросы друг друга. Так, Карас и Юу, чьи характеры были основой всего замысла, встретившись и взаимодействуя, помогают друг другу понять свои собственные недостатки и избавиться от них для того, чтобы исполнить общее желание — защитить Харуку.

Эскиз, созданный Хироси Окубо к сражению 1 серии аниме-сериала «Noein»

Причиной того, что основными персонажами стали двенадцатилетние дети, Аканэ называет, во-первых, непосредственную целевую группу, на которую направлена вся анимация, а во-вторых то, что смотрящий аниме в первую очередь хочет видеть детей. Однако желание видеть взрослых главных персонажей также присутствует, поэтому вторым основным протагонистом становится Карас. Также, как закономерное следствие, Аканэ называет возможность переосмысления «Noein» с возрастом:

<…> И эти дети, пересмотрев «Noein» десять лет спустя, поймут то, что было им непонятно во времена средней школы, и обрадуются, сказав себе: «А, вот оно как».
Оригинальный текст (яп.)そういう子達が、10年後に『ノエイン』を観返した時に、中学生の時に観て分からなかった部分が理解できて、「ああ、そうかあ」と思ってくれると嬉しいな、と思っています。
— Кадзуки Аканэ
По словам Аканэ, при разработке физической концепции «Noein» он пользовался работами известного квантового физика Роджера Пенроуза, в частности, его книгой «Новый ум короля», а также различными художественными произведениями, в которых фигурировали элементы квантовой физики.
В разработку аниме, его общей концепции, персонажей и фона очень большой вклад сделал Такахиро Кисида, дизайнер персонажей. Хотя, по признанию Аканэ, по сути, Кисида являлся режиссёром анимации, приняв участие в работе над 90 % кадров. Он правил тайминг, сцены с участием персонажей, сложные участки фона и т. д.
В 12 серии «Noein», в эпизоде сражения Караса и Фукуро присутствует рисовка, отличающаяся от стиля, в котором выполнен весь сериал. Над этим эпизодом, как и над эпизодом битвы в 1 серии, работал художник Хироси Окубо. По словам Аканэ, он в одиночку создал все эскизы к сражению 1 серии, Кисида лишь немного исправил тайминг движений и фон.

## Концепция
Физическая концепция «Noein» практически полностью строится на теориях квантовой механики, таких как Многомировая интерпретация Эверетта, предполагающая возникновение множественных миров на основе различно реализующихся вероятностей, и Копенгагенская интерпретация, созданная Бором и Гейзенбергом, предполагающая необходимость наличия наблюдателя для определения декогеренции вероятностей.

### Основные квантовые термины «Noein»
- Наблюдатель — субъект, извлекающий объект из состояния суперпозиции, в котором тот пребывает в квантовом мире (кот Шрёдингера) и реализующий одну из вероятностей существования этого объекта[11]. В «Noein» фигурирует только как основа для «Абсолютного наблюдателя».
- Абсолютный Наблюдатель. В теории квантовой механики — субъект, не влияющий на наблюдаемую систему, а следовательно, не имеющий свободы воли[11]. В «Noein» — субъект, насильственно реализующий наблюдаемую вероятность, в том числе способный «выдёргивать» объекты из других измерений и замещать ими объекты, существующие в измерении наблюдателя[12].
- Конвергенция (здесь: измерений) (яп. 収束 Сю:соку, сходимость (мат.)) — процесс схождения измерений и перехода неопределённого состояния из квантового на макромир. По словам профессора Маюдзуми, это влечёт за собой исчезновение всех измерений[13], однако по словам Тоби, Лакрима пережила нечто подобное (т. н. «Квантовая революция»)[14].
- Квантовый дескриптор сущности — некий код, заложенный в квантовый компьютер Лакримы, используемый для определения существования субъекта. Без него он становится иллюзией и постепенно растворяется в мире. По крайней мере, таково было мнение в Лакриме, однако Тоби позже выдвинул теорию, что для существования даже в мире, подвергшемся конвергенции, необходимо только осознавать друг друга, и квантовый компьютер будет не нужен[15].
- Рэйз (англ. Rays) — мельчайшие частицы пространства-времени, составляющие всё сущее. В измерении Земли их знают как тета-частицы. Рыцари Дракона, и в особенности Птицы, изменены, чтобы как можно плотнее взаимодействовать с Рэйзом[16]. Он служит для них энергией, структурными элементами тела и используется в бою. Вариант прочтения: Лейз[17].

### Отсылки к мифам
Параллельно с активным использованием квантовой физики, «Noein» также включает в себя элементы индийских и древнекитайских мифов, которые имеют непосредственную связь с квантовой механикой.
- Уроборос — змей, олицетворяющий собой единство пространства-времени. По словам Тоби, его существование не доказано[18]. Он имеет собственное сознание и может являться Харуке как своей непосредственной носительнице, представая в виде старика в шляпе, откуда виден только один его глаз. Само кольцо Уробороса над Хакодатэ обычно не видно, и появляется только при искажении пространства-времени.
- Шангри-Ла — измерение, в котором нет ни одного живого существа, что влечёт за собой неопределённость его существования. Фактически, Шангри-Ла — это измерение-иллюзия, которого не существует. Шангри-Ла была создана Ноэйном как агрессивное измерение, способное поглощать другие и растворять их в себе. Это — инструмент для выполнения Ноэйном его задачи — возвращении в ничто и созданию мира заново[19].

### Проект «Магический круг»
Проект «Магический круг» (яп. マジックサークルプロジェクト Мадзикку Са:куру Пуродзэкуто, англ. Magic Circle Project) — проект, предназначенный для проверки на практике возможности квантовой телепортации, должен был, по словам Утиды, открыть новую страницу в истории человечества — квантовую. Он проводился следующим образом: пять кораблей выстраивались по кругу вокруг горы и производили выпуск элементарных частиц — альфа, бета и гамма. Для придания им необходимого ускорения, частицы передавались по кругу, что создавало кривую квантового потенциала. Они ускорялись, пока не создали высокоскоростную стену, внутри которой пространство достигло критической точки, и произошла генерация тета-частиц.

## Аниме
| Зрительский рейтинг     | Зрительский рейтинг  | Зрительский рейтинг  |
| (на 04 октября 2010)    | (на 04 октября 2010) | (на 04 октября 2010) |
| ----------------------- | -------------------- | -------------------- |
| Сайт                    | Оценка               | Голосов              |
| Internet Movie Database | · ссылка             | 266                  |
| Anime News Network      | · ссылка             | 1531                 |
| AniDB                   | · ссылка             | 2544                 |

Рекламный трейлер «Noein» был продемонстрирован на сайте Animate.tv в сентябре 2005 года. Первая серия была бесплатно показана на сайте BIGLOBE, Bandai также предоставила возможность платного скачивания аниме на PSP. В Японии сериал транслировался по телеканалу Chiba TV с 12 октября 2005 по 29 марта 2006 года.

### Музыка
Открывающая тема аниме — «Idea» (англ. Идея) — была записана группой Eufonius и исполнена их солисткой riya. Текст написал Хадзимэ Кикути (яп. 菊地創). Сингл «Idea» был выпущен отдельно в формате CD 12 ноября 2005 года под лейблом Lantis. «Ёакэ но асиото» (яп. 夜明けの足音, Шаги на рассвете) группы Solua была исполнена Эми Инабой, автор слов — Хироси Сэкита. Одноимённый сингл появился в продаже 23 ноября 2005 года.
Саундтрек «Noein» был написан «Хикару Нанасэ» (яп. 七瀬光) — это псевдоним, под которым выступает певица и композитор Масуми Ито. Два альбома, Noein Original Soundtrack 1 (TVアニメ「ノエイン」オリジナルサウンドトラック Vol.1) и Noein Original Soundtrack 2 (TVアニメ「ノエイン」オリジナルサウンドトラック Vol.2), были выпущены в 2006 году под лейблом Lantis.
| №                   | Название                                           | Перевод                  | Длительность |
| ------------------- | -------------------------------------------------- | ------------------------ | ------------ |
| 1.                  | «Shangri-La (яп. シャングリラ)»                    | Шангри-Ла                | 2:29         |
| 2.                  | «Kakute, Tatakau (яп. かくて、闘う)»               | Таким образом, борюсь    | 2:07         |
| 3.                  | «Haikyo no Chijou (яп. 廃墟の地上)»                | Разрушенная Земля        | 2:04         |
| 4.                  | «Lacrima, Chika Sekai (яп. ラクリマ、地下世界)»    | Лакрима, подземный мир   | 2:07         |
| 5.                  | «Jikuu Teni (яп. 時空転位)»                        | Смешанные измерения      | 2:00         |
| 6.                  | «Mirai no Haruka (яп. 未来のハルカ)»               | Харука Будущего          | 2:32         |
| 7.                  | «Karasu’s Theme (яп. カラスのテーマ)»              | Тема Караса              | 2:03         |
| 8.                  | «Ryuukihei-tachi no Tatakai (яп. 竜騎兵達の戦い)»  | Сражение Рыцарей Дракона | 2:20         |
| 9.                  | «Haruka no Uchi (яп. ハルカの家)»                  | Дом Харуки               | 1:48         |
| 10.                 | «Tomodachi to Tomoni (яп. 友達と共に)»             | Вместе с друзьями        | 2:02         |
| 11.                 | «Baron to Tono (яп. バロンとトノ)»                 | Барон и Тоно             | 1:54         |
| 12.                 | «Yuu’s Theme (яп. ユウのテーマ)»                   | Тема Юу                  | 2:10         |
| 13.                 | «Ai to Haruka (яп. アイとハルカ)»                  | Ай и Харука              | 1:51         |
| 14.                 | «Vision wo Miru Haruka (яп. ビジョンを見るハルカ)» | Видение Харуки           | 1:38         |
| 15.                 | «Kodomo-tachi no Isakai (яп. 子供達のいさかい)»    | Детская ссора            | 1:33         |
| 16.                 | «Kodomo-tachi no Seikatsu (яп. 子供達の生活)»      | Детская жизнь            | 2:20         |
| 17.                 | «Yuruyaka na Kanashimi (яп. ゆるやかな悲しみ)»     | Светлая печаль           | 1:48         |
| 18.                 | «Omoi (яп. 思い)»                                  | Мысли                    | 1:27         |
| 19.                 | «Unmei to Kanashisa (яп. 運命と哀しさ)»            | Судьба и печаль          | 1:59         |
| 20.                 | «Kawaii Yaritori (яп. かわいいやりとり)»           | Милый обмен              | 1:33         |
| 21.                 | «Hizashi no Naka de (яп. 陽射しの中で)»            | В солнечных лучах        | 1:51         |
| 22.                 | «Unmei no Wadachi (яп. 運命の轍)»                  | Колея судьбы             | 1:39         |
| 23.                 | «Lacrima Jikuu Kai (яп. ラクリマ時空界)»           | Измерение Лакримы        | 1:39         |
| Общая длительность: | Общая длительность:                                | Общая длительность:      | 44:52        |

| №                   | Название                                                    | Перевод                       | Длительность |
| ------------------- | ----------------------------------------------------------- | ----------------------------- | ------------ |
| 1.                  | «Boukyou (яп. 望郷)»                                        | Тоска по Родине               | 1:57         |
| 2.                  | «Lakrima no Nichijou (яп. ラクリマの日常)»                  | Быт Лакримы                   | 2:43         |
| 3.                  | «Mirai no Haruka (яп. 未来のハルカ)»                        | Харука Будущего               | 2:11         |
| 4.                  | «Kinpaku no Bolero (яп. 緊迫のボレロ)»                      | Напряжённый болеро            | 2:00         |
| 5.                  | «Shangri-La Futatabi (яп. シャングリラ再び)»                | И вновь Шангри-Ла             | 2:26         |
| 6.                  | «Tatakai no Korateraru (яп. 戦いのコラテラル)»              | Залог битвы                   | 2:04         |
| 7.                  | «Shangri-La Kumikyoku (яп. シャングリラ組曲)»               | Сюита Шангри-Ла               | 2:54         |
| 8.                  | «Mysterious (яп. ミステリアス)»                             | Таинство                      | 1:40         |
| 9.                  | «Jikuu no Hazama (яп. 時空の狭間)»                          | Меж измерениями               | 2:56         |
| 10.                 | «Karasu no Theme 2 (яп. カラスのテーマ2)»                   | Тема Караса 2                 | 2:02         |
| 11.                 | «Yuu no Theme 2 (яп. ユウのテーマ2)»                        | Тема Юу 2                     | 2:06         |
| 12.                 | «Itsumo no Fuukei (яп. いつもの風景)»                       | Обычный пейзаж                | 2:23         |
| 13.                 | «Noein no Nozomi (яп. ノエインの望み)»                      | Желание Ноэйна                | 2:02         |
| 14.                 | «Yuu no Kanashimi (яп. ユウの悲しみ)»                       | Печаль Юу                     | 2:12         |
| 15.                 | «Jikuu Senshi no Shukumei (яп. 時空戦士の宿命)»             | Рок воина измерений           | 0:37         |
| 16.                 | «Kodomo Tachi no Mirai (яп. 子供達の未来)»                  | Будущее детей                 | 1:52         |
| 17.                 | «Tomodachi no Koto (яп. 友達の事)»                          | Мой друг                      | 2:06         |
| 18.                 | «Mirai he no Jokyoku (яп. 未来への序曲)»                    | Увертюра для будущего         | 2:25         |
| 19.                 | «Idea (TV size) (яп. 「Idea」(TVsize))»                     | Идея (вступительная заставка) | 1:34         |
| 20.                 | «Yoake no Ashioto (TV size) (яп. 「夜明けの足音」(TVsize))» | Шаги на рассвете (эндинг)     | 1:33         |
| Общая длительность: | Общая длительность:                                         | Общая длительность:           | 41:42        |

Альбомы не являются одинаковыми, хотя и связаны общей музыкальной темой.

## Сопровождение

### Новеллизация
Новеллизация сериала — два тома лайт-новел, написанных Мией Асакавой, — была издана компанией Media Factory. Отличие от аниме-версии состоит в том, что история ведётся от лица Харуки, в результате чего за рамками остаются разговоры, где Харука не участвовала.
| № | Обложка Название                                                                                         | Описание | Дата публикации      | ISBN               |  |
| - | --- | --- | -------------------- | ------------------ |  |
|   | | |                      |                    |  |
| 1 | Мы же пообещали, что пойдём вместе 約束したでしょ、 一緒にいこうって Якусоку сита дэсё, Иссё ни Ико: ттэ | Летние каникулы девочки по имени Харука, живущей в городе-порте Хакодатэ. Однажды зимой она видела застывшего на шпиле церкви, объятого сверкающим снегом мужчину, который, увидев её, бросил загадочную фразу: «Ожерелье Дракона!» — и исчез. Этот человек — Рыцарь Дракона из измерения Лакрима, одного из множества вероятных будущих, отстоящих от настоящего на 15 лет, Карас. А ещё он — повзрослевший друг детства Харуки, Юу. Сможет ли изменить будущее девочка Харука, в руках которой — ключ к спасению мира без надежды? Что выберут Юу и Карас? Прямо сейчас решается судьба всего пространства и времени.                                               | 24 февраля 2006 года | ISBN 4-8401-1507-9 |  |
| 2 | Я здесь. Я здесь, рядом… あたしはここにいるよ。 ここにいるから… Атаси ва Коко ни Иру ё. Коко ни Иру кара | В руках живущей в городе-порте Хакодатэ девочки по имени Харука — удивительная сила, ставшая ключом к спасению будущего — «Ожерелье Дракона». И хотя Карас, поднявший знамя восстания против измерения Лакримы Карас, вступил в жестокое сражение со своим лучшим другом, внезапно возникший посреди битвы таинственный человек в маске поверг обоих подавляющей силой. Этот человек, что стремился стереть из самой памяти мироздания измерение Лакримы, происходил из измерения Шангри-Ла. Есть ли что-то, что может сделать Харука в развернувшейся войне меж пространством и временем? В чём заключается истинная сила Ожерелья Дракона, способного изменить мир? | 25 апреля 2006 года  | ISBN 4-8401-1536-2 |  |
|   | | |                      |                    |  |

### DVD
В 2006 году аниме «Noein» было выпущено на восьми DVD-дисках компанией Media Factory. Первый из них появился в продаже в январе 2006 года, а последний — в августе того же года. Также на DVD было дополнительно представлено приложение к аниме «Дорожные заметки Хакодатэ» (яп. 函館紀行 Хакодатэ Кико:), представляющее собой сборник фотографий настоящего Хакодатэ, всех его мест, в которых происходит действие аниме. Всего создано 3 тома «Заметок»; они поставляются на первых 3 DVD «Noein».
| № | Содержание | Дата выпуска         |
| - | --- | -------------------- |
| 1 | 1, 2, 3 серии; «Дорожные заметки Хакодатэ», том 1;                                                            | 26 января 2006 года  |
| 2 | 4, 5, 6 серии; «Дорожные заметки Хакодатэ», том 2; рекламный трейлер (180 сек.).                              | 24 февраля 2006 года |
| 3 | 7, 8, 9 серии; «Дорожные заметки Хакодатэ», том 3; вступительная тема без субтитров (англ. non-telop opening) | 24 марта 2006 года   |
| 4 | 10, 11, 12 серии; заключительная тема без субтитров                                                           | 25 апреля 2006 года  |
| 5 | 13, 14, 15 серии; набор CM-клипов                                                                             | 25 мая 2006 года     |
| 6 | 16, 17, 18 серии; клип-дополнение об озвучивании сериала                                                      | 23 июня 2006 года    |
| 7 | 19, 20, 21 серии                                                                                              | 25 июля 2006 года    |
| 8 | 22, 23, 24 серии                                                                                              | 25 августа 2006 года |

### Радиопередача
С октября 2005 по сентябрь 2006 на Showgate RADIO (TE-A Room) выходила радиопередача под названием «Станция Noein: к тебе по другую сторону сети» (яп. ノエインステーション ネットの向こうの君へ Ноэйн Сутэ:сён Нэтто но Муко: но Кими э). Передача была инициирована компанией «Media Factory». Всего в эфир вышел 21 выпуск передачи
| 1  | 自己紹介                                        | Представление                                     |
| 2  | １２歳の頃を思い出そう！                        | Давайте вспомним наши 12 лет!                     |
| 3  | １５年前はどんな時代？                          | Что за время было 15 лет назад?                   |
| 4  | 中井和哉さん登場                                | Выступление Кадзуи Накая                          |
| 5  | 中井和哉さんとメール紹介                        | Переписка с Кадзуей Накаем по электронной почте   |
| 6  | カオリがミホで・・・                            | Каори как сэйю Михо                               |
| 7  | 瀧本富士子さん登場                              | Выступление Фудзико Такимото                      |
| 8  | 瀧本富士子さんとメール紹介                      | Переписка с Фудзико Такимото по электронной почте |
| 9  | 好みの男性コンテスト                            | Конкурс «Каких мужчин вы предпочитаете»           |
| 10 | 千葉紗子さん登場                                | Выступление Саэко Тибы                            |
| 11 | 千葉紗子さんとメール紹介                        | Переписка с Саэко Тибой по электронной почте      |
| 12 | 赤根和樹監督登場                                | Выступление режиссёра Кадзуки Аканэ               |
| 13 | 赤根和樹監督、ノエインについて語る              | Кадзуки Аканэ рассказывает о «Noein»              |
| 14 | １２歳の頃の自分                                | Вы сами в 12 лет                                  |
| 15 | 中原麻衣さん登場                                | Выступление Май Накахары                          |
| 16 | 中原麻衣さんとメール紹介                        | Переписка с Май Накахарой по электронной почте    |
| 17 | 函館弁クイズ                                    | Гид по Хакодатэ                                   |
| 18 | １２歳の頃の自分                                | Вы сами в 12 лет                                  |
| 19 | 函館弁クイズその２（※３０００円の金券ＧＥＴ！） | Гид по Хакодатэ № 2 (+ золотой билет на ¥3000)    |
| 20 | 赤根監督トーク                                  | Обсуждение Кадзуки Аканэ                          |
| 21 | とうとう最終回                                  | И, наконец, последний выпуск                      |